# Hinunangan
Hinunangan ist eine philippinische Stadtgemeinde in der Provinz Southern Leyte auf der Insel Leyte. Sie hat 29.976 Einwohner (Zensus 1. August 2015), die in 40 Barangays leben. Die Gemeinde wird als teilweise urban beschrieben. Hinunangan liegt ca. 144 km östlich der Provinzhauptstadt Maasin City und ist von dort über den Maharlika Highway via der Gemeinde Sogod erreichbar. Die beiden der Küste vorgelagerten Inseln San Pedro und San Pablo gehören zum Verwaltungsgebiet der Gemeinde.
In der Gemeinde befindet sich ein Campus der Southern Leyte State University.

## Baranggays
| - Ambacon - Badiangon - Bangcas A - Bangcas B - Biasong - Bugho - Calag-itan - Calayugan - Calinao - Canipaan - Catublian - Ilaya - Ingan - Labrador | - Lumbog - Manalog - Manlico - Matin-ao - Nava - Nueva Esperanza - Otama - Palongpong - Panalaron - Patong - Poblacion - Pondol - Salog | - Salvacion - San Pablo Island - San Pedro Island - Santo Niño I - Santo Niño II - Tahusan - Talisay - Tawog - Toptop - Tuburan - Union - Upper Bantawon - Libas |